# Насі-горенг
Насі-горенг (індонез. nasi goreng, буквально - «смажений рис») - страва індонезійської, малайзійської, а також деяких інших національних кухонь Південно-Східної Азії. Отримала певне поширення за межами регіону, в т. ч. в країнах Заходу, де часто сприймається як «кулінарний символ» Індонезії.
Являє собою подобу плову: обсмажену в олії суміш рису з подрібненими продуктами тваринного або рослинного походження. Має безліч варіацій, зокрема, регіональних.
Особливою популярністю користується на Яві, де історично є однією з головних кулінарних родзинок. У яванській та ряді інших регіональних кухонь Індонезії порція насі-горенг зазвичай доповнюється традиційним комплексним гарніром, в який входять яєчня, кілька шпажок мініатюрного шашлику сате, крупук, невелика кількість свіжих або мочених овочів і, іноді, деякі інші закуски.

## Походження та поширення
Насі-горенг є одним з основних традиційних способів приготування рису, який протягом багатьох століть є основною зерновою культурою на Малаккському півострові і більшої частини Малайського архіпелагу . Припускається, що практика обсмаження вареного рису в олії була запозичена місцевим населенням у китайців разом з відповідним посудом - воком , а також соєвим соусом, який є неодмінним інгредієнтом страви. Подібний спосіб кулінарної обробки рису виявився досить затребуваним, оскільки не тільки покращував його смакові якості, а й забезпечував його більш тривалу збереженість в умовах жаркого і вологого клімату, ніж просте варіння. Завдяки цьому відповідна страва отримала досить широке поширення на території нинішніх Індонезії, Малайзії, Брунею і Сінгапуру. Характерно, що в національних кухнях всіх цих країн воно утвердилося під єдиною назвою - насі-горенг, яке по-індонезійськи і по-малайські означає просто «смажений рис»   .
Найбільшою популярністю насі-горенг користується в Індонезії, де готується майже повсюдно, за винятком деяких східних районів, для жителів яких рис не є основою раціону. Особливо значне місце ця страва займає в яванській кухні: практично для всіх місцевостей Яви вона є одним з основних кулінарних спеціалітетів. Показово, наприклад, що президент США Барак Обама, який провів дитинство в Джакарті, у телефонній розмові з президентом Індонезії Сусіло Бамбангом Юдойоно, що відбулася в листопаді 2008 року, зізнався, що дуже сумує за індонезійською їжею, зокрема, за насі-горенгом . Відомо, що гастрономічні пристрасті Обами були належним чином враховані індонезійським керівництвом: під час офіційного візиту американського лідера в Індонезію, що відбувся через два роки, в листопаді 2010 року, насі-горенг був поданий на стіл в числі інших традиційних страв індонезійської кухні в ході урочистого обіду, даного на честь гостя президентом Юдойоно .
На міжнародному рівні насі-горенг є одним з найвпізнаваніших елементів індонезійської кухні, свого роду її «візитною карткою». Це обумовлено не тільки високою популярністю даної страви на його батьківщині, а й тією обставиною, що воно отримало досить широке поширення за межами Південно-Східної Азії, в тому числі в країнах Заходу. Зокрема, насі-горенг вельми популярний в Нідерландах - ще з того періоду, коли вони були метрополією Індонезії. З Нідерландів практика його приготування з часом поширилася в інші голландські колонії, а пізніше, у другій половині XX століття, і в деякі західноєвропейські держави і США. В результаті у багатьох країнах світу насі-горенг не тільки подається в ресторанах азійської кухні, але і досить часто продається як напівфабрикат у продовольчих магазинах  . Про його високу міжнародну популярність свідчать, зокрема, провідні світові ЗМІ: так, за підсумками опитування 35 000 респондентів у різних країнах, проведеного в 2011 році міжнародної редакцією CNN, насі-горенг зайняв друге місце в списку «50 найулюбленіших страв» .

## Приготування й різновиди
Насі-горенг являє собою суміш рису з подрібненими продуктами рослинного або тваринного походження. Певною мірою ця страва є подобою плову, проте технологія його приготування принципово відмінна. Якщо основу плову становить тушкований рис, то основу насі-горенг - рис, завчасно зварений і охолоджений. З урахуванням того, що варений рис є неодмінним елементом повсякденних трапез індонезійців і малайців, для приготування насі-горенг вони традиційно використовують рис, що залишився з попередніх днів. Те ж стосується і деяких другорядних компонентів страви: у хід часто йдуть залишки недоїденої курки, м'яса, морепродуктів або овочів. Якщо ж ці продукти готуються спеціально для насі-горенг, то вони піддаються кулінарній обробці окремо, а не змішуються в єдиний зирвак, як це робиться в плові.
Як посуд для приготування страви використовується вок. У ньому розігрівається відносно невелика кількість рослинної, найчастіше пальмової олії.
Найпоширенішим компонентом насі-горенг є яйця: вони використовуються практично у всіх видах цієї страви. Як правило, на воку на самому початку кулінарного процесу готується яєяня з курячих або качиних яєць. Потім до яєчної маси можуть додаватися курятина, м'ясо, субпродукти, морепродукти - попередньо посмажені і нарізані на дрібні шматочки.
Для приготування насі-горенг треба відварити і охолодити рис. Потім рис підсмажується на олії з зеленою цибулею, ріпчастою цибулею і часником, далі додається м'ясо (курятина або яловичина), а в немусульманських регіонах - свинина і морепродукти, які доповнюють овочі, пророщені злаки і гриби. З приправ використовуються соєвий соус, самбал і чатні, а також сіль, перець, куркума, чилі і каррі. Іноді в насі горенг в наприкінці додають курячі яйця (яєчня-глазунья, омлет).

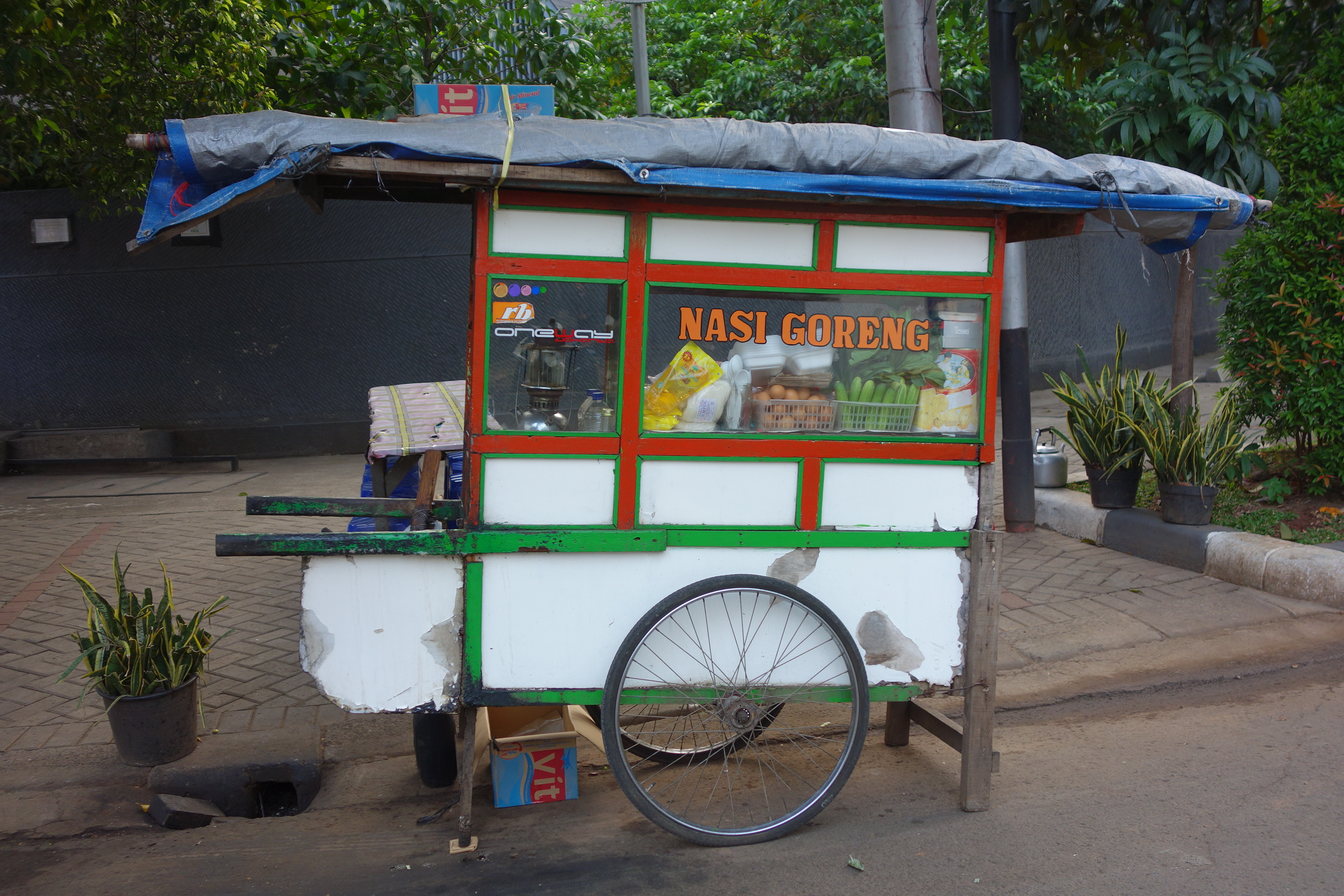
Вуличний лоток, що торгує насі-горенг (Джакарта)

Насі-горенг може подаватися як окрема страва або сервіруватися овочами або смаженим темпе, чипсами крупук або сате на шпажках.